# Leslie Cunningham
Leslie Cunningham   (Edimburg, 1895 - Stanmore, 31 d'agost de 1946) va ser un matemàtic militar escocès.

## Vida i Obra
Cunnigham va començar els estudis universitaris a la universitat d'Edimburg el 1913, però els va interrompre immediatament per l'esclat de la Primera Guerra Mundial durant la qual va servir als cossos d'infanteria i d'enginyers de l'exèrcit britànic, arribant a ser tinent. El 1920 va reprendre els estudis i es va graduar en matemàtiques el 1923. El 1924 va obtenir el doctorat amb una tesi sobre el moviment de les bombes aèries a l'atmosfera.
El 1924 va ser contractat com oficial docent per la Força Aèria Britànica, cos en el que va treballar fins a la seva mort el 1946. Des dels seus llocs de treball a l'exèrcit, va desenvolupar una autèntica teoria matemàtica del combat que va influir en teòrics posteriores com Warren Weaver. La seva teoria combinava expressions que descrivien les especificacions de les armes i les seves configuracions alternatives, la tàctica dels atacants i defensors i la vulnerabilitat dels objectius, i les feia servir per obtenir valors estimats estadísticament de la victòria.
Donada la natura secreta de les seves recerques militars, Cunningham no va publicar gairebé res de elles. Només un article de 1946, escrit conjuntament amb WRB Hynd, dona una idea del tipus de recerques que duia a terme. A ell se li deu el punt de mira giroscòpic, que permet que una arma apunti constantment un objecte volador en moviment.

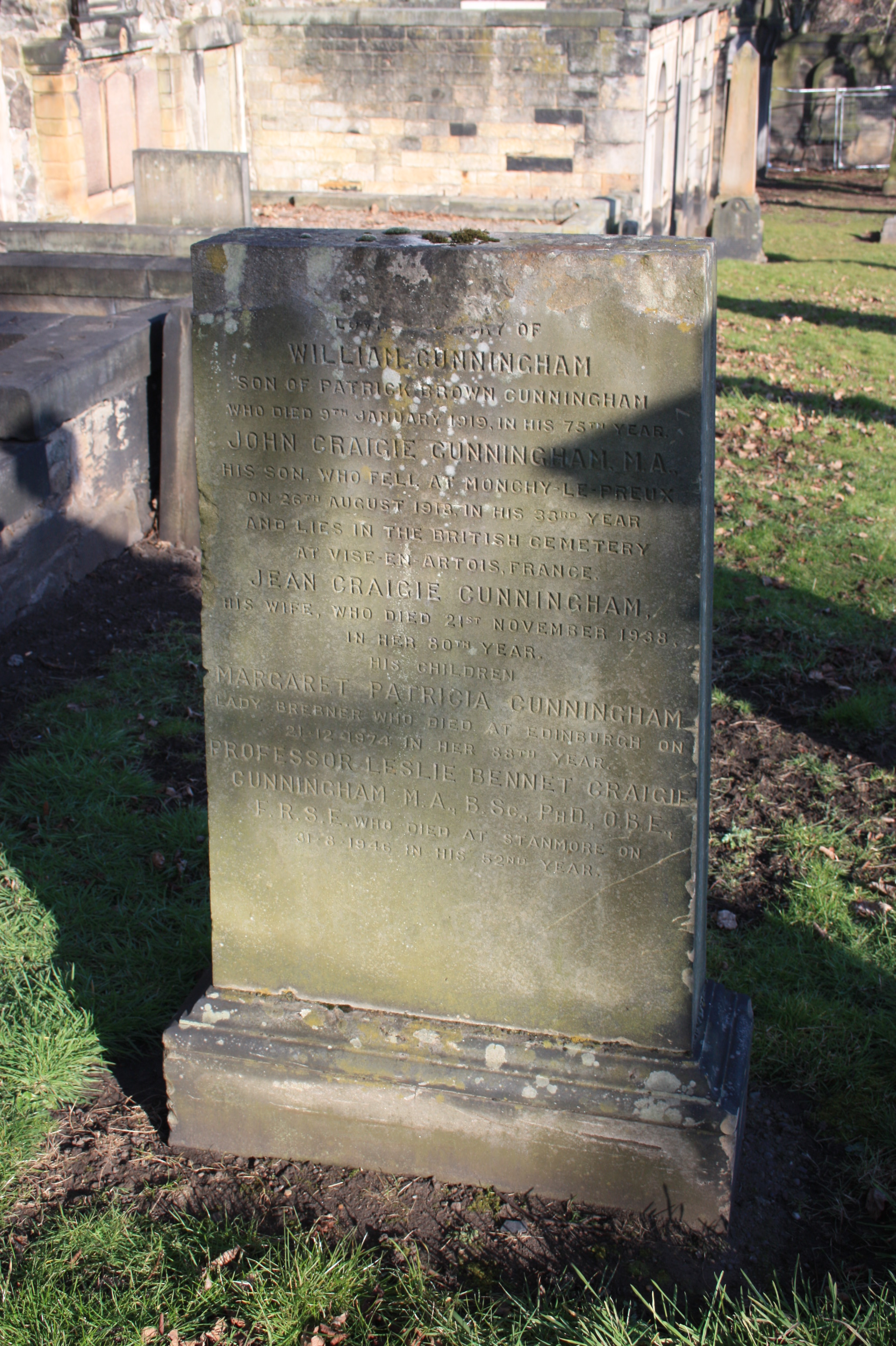
Tomba de Cunningham al cementiri New Calton d'Edimburg